# Championnats du monde de patinage de vitesse sur piste courte
Les Championnats du monde de patinage de vitesse sur piste courte ont lieu tous les ans depuis 1978, et sacrent ses vainqueurs sur une seule course. L'ISU officialise cette compétition en 1981.

## Palmarès toutes épreuves

### Hommes
| Année | Lieu         | Or                                                       | Argent                                                   | Bronze                                                   |
| ----- | ------------ | -------------------------------------------------------- | -------------------------------------------------------- | -------------------------------------------------------- |
| 1976  | Champaign    | Alan Rattray                                             | Gaétan Boucher                                           | André Chabrerie                                          |
| 1977  | Grenoble     | Gaétan Boucher                                           | Craig Kressler                                           | Hiroshi Toda                                             |
| 1978  | Solihull     | James Lynch                                              | Harry Spragg                                             | Alan Rattray                                             |
| 1979  | Québec       | Hiroshi Toda                                             | Louis Baril                                              | Nick Thometz                                             |
| 1980  | Milan        | Gaétan Boucher                                           | Louis Grenier                                            | Marc Bella                                               |
| 1981  | Meudon       | Benoît Baril                                             | Gaétan Boucher                                           | Michael Richmond                                         |
| 1982  | Moncton      | Guy Daignault                                            | Gaétan Boucher                                           | Louis Grenier                                            |
| 1983  | Tokyo        | Louis Grenier                                            | Michel Delisle                                           | Guy Daignault                                            |
| 1984  | Peterborough | Guy Daignault                                            | Tatsuyoshi Ishihara                                      | Michel Daignault                                         |
| 1985  | Amsterdam    | Toshinobu Kawai                                          | Tatsuyoshi Ishihara                                      | Louis Grenier                                            |
| 1986  | Chamonix     | Tatsuyoshi Ishihara                                      | Guy Daignault                                            | Robert Dubreuil                                          |
| 1987  | Montréal     | Michel Daignault Toshinobu Kawai                         | Non décernée                                             | Charles Veldhoven                                        |
| 1988  | Saint-Louis  | Peter van de Velde                                       | Richard Suyten                                           | Tatsuyoshi Ishihara                                      |
| 1989  | Solihull     | Michel Daignault                                         | Kim Ki-hoon                                              | Mark Lackie                                              |
| 1990  | Amsterdam    | Lee Joon-ho                                              | Yuichi Akasaka Wilf O'Reilly                             | Non décernée                                             |
| 1991  | Sydney       | Wilf O'Reilly                                            | Kim Ki-hoon                                              | Geert Blanchart Lee Joon-ho                              |
| 1992  | Denver       | Kim Ki-hoon                                              | Mo Ji-soo                                                | Lee Joon-ho                                              |
| 1993  | Pékin        | Marc Gagnon                                              | Sylvain Gagnon                                           | Chae Ji-hoon Kim Ki-hoon                                 |
| 1994  | Guildford    | Marc Gagnon                                              | Frédéric Blackburn                                       | Chae Ji-hoon                                             |
| 1995  | Gjøvik       | Chae Ji-hoon                                             | Marc Gagnon                                              | Frédéric Blackburn Song Jae-kun                          |
| 1996  | La Haye      | Marc Gagnon                                              | Chae Ji-hoon                                             | Orazio Fagone                                            |
| 1997  | Nagano       | Kim Dong-sung                                            | Marc Gagnon                                              | Saturo Terao                                             |
| 1998  | Vienne       | Marc Gagnon                                              | Fabio Carta                                              | Kim Dong-sung                                            |
| 1999  | Sofia        | Li Jiajun                                                | Saturo Terao                                             | Fabio Carta                                              |
| 2000  | Sheffield    | Min Ryoung                                               | Éric Bédard                                              | Li Jiajun                                                |
| 2001  | Jeonju       | Li Jiajun                                                | Apolo Anton Ohno                                         | Marc Gagnon                                              |
| 2002  | Montréal     | Kim Dong-sung                                            | Ahn Hyun-soo                                             | Fabio Carta                                              |
| 2003  | Varsovie     | Ahn Hyun-soo                                             | Li Jiajun                                                | Song Suk-woo                                             |
| 2004  | Göteborg     | Ahn Hyun-soo                                             | Song Suk-woo                                             | Li Jiajun                                                |
| 2005  | Pékin        | Ahn Hyun-soo                                             | Apolo Anton Ohno                                         | François-Louis Tremblay                                  |
| 2006  | Minneapolis  | Ahn Hyun-soo                                             | Lee Ho-suk                                               | François-Louis Tremblay                                  |
| 2007  | Milan        | Ahn Hyun-soo                                             | Charles Hamelin                                          | Apolo Anton Ohno                                         |
| 2008  | Gangneung    | Apolo Anton Ohno                                         | Lee Ho-suk                                               | Song Kyung-taek                                          |
| 2009  | Vienne       | Lee Ho-suk                                               | J.R. Celski                                              | Charles Hamelin                                          |
| 2010  | Sofia        | Lee Ho-suk                                               | Kwak Yoon-gy                                             | Liang Wenhao                                             |
| 2011  | Sheffield    | Noh Jinkyu                                               | Charles Hamelin                                          | Liang Wenhao                                             |
| 2012  | Shanghai     | Kwak Yoon-gy                                             | Noh Jinkyu                                               | Olivier Jean                                             |
| 2013  | Budapest     | Sin Da-Woon                                              | Kim Yun-Jae                                              | Charles Hamelin                                          |
| 2014  | Montréal     | Victor An                                                | J.R. Celski                                              | Charles Hamelin                                          |
| 2015  | Moscou       | Sjinkie Knegt                                            | Park Se-yeong                                            | Wu Dajing                                                |
| 2016  | Séoul        | Han Tianyu                                               | Charles Hamelin                                          | Shaolin Sandor Liu                                       |
| 2017  | Rotterdam    | Seo Yi-ra                                                | Sjinkie Knegt                                            | Samuel Girard                                            |
| 2018  | Montréal     | Charles Hamelin                                          | Shaolin Sándor Liu                                       | Hwang Dae-heon                                           |
| 2019  | Sofia        | Lim Hyo-jun                                              | Hwang Dae-heon                                           | Semen Elistratov                                         |
| 2020  | Séoul        | Compétition annulée en raison de la pandémie de Covid-19 | Compétition annulée en raison de la pandémie de Covid-19 | Compétition annulée en raison de la pandémie de Covid-19 |
| 2021  | Dordrecht    | Shaoang Liu                                              | Shaolin Sandor Liu                                       | Semion Elistratov                                        |
| 2022  | Montréal     | Shaoang Liu                                              | Pascal Dion                                              | Lee June-seo                                             |
| 2023  | Séoul        |                                                          |                                                          |                                                          |

### Femmes
| Année | Lieu         | Or                                                       | Argent                                                   | Bronze                                                   |
| ----- | ------------ | -------------------------------------------------------- | -------------------------------------------------------- | -------------------------------------------------------- |
| 1976  | Champaign    | Celeste Chlapaty                                         | Kathy Vogt                                               | Peggy Hartrich                                           |
| 1977  | Grenoble     | Brenda Webster                                           | Kathy Vogt                                               | Valie Reimann                                            |
| 1978  | Solihull     | Sarah Docter                                             | Miyoshi Kato                                             | Patty Lyman                                              |
| 1979  | Québec       | Sylvie Daigle                                            | Cathy Turnbull                                           | Miyoshi Kato                                             |
| 1980  | Milan        | Miyoshi Kato                                             | Mika Kato                                                | Cathy Turnbull                                           |
| 1981  | Meudon       | Miyoshi Kato                                             | Mika Kato                                                | Louise Begin                                             |
| 1982  | Moncton      | Maryse Perreault                                         | Louise Begin                                             | Sylvie Daigle                                            |
| 1983  | Tokyo        | Sylvie Daigle                                            | Mika Kato                                                | Miyoshi Kato Maryse Perreault                            |
| 1984  | Peterborough | Mariko Kinoshita                                         | Sylvie Daigle                                            | Bonnie Blair Nathalie Lambert                            |
| 1985  | Amsterdam    | Eiko Shishii                                             | Bonnie Blair                                             | Nathalie Lambert                                         |
| 1986  | Chamonix     | Bonnie Blair                                             | Nathalie Lambert Maryse Perreault                        | Non décernée                                             |
| 1987  | Montréal     | Eiko Shishii                                             | Nathalie Lambert                                         | Mariko Kinoshita                                         |
| 1988  | Saint-Louis  | Sylvie Daigle                                            | Yumiko Yamada                                            | Eiko Shishii                                             |
| 1989  | Solihull     | Sylvie Daigle                                            | Maryse Perreault                                         | Guo Hongru                                               |
| 1990  | Amsterdam    | Sylvie Daigle                                            | Joelle van Koestveld                                     | Eden Donatelli                                           |
| 1991  | Sydney       | Nathalie Lambert                                         | Sylvie Daigle                                            | Zhang Yanmei                                             |
| 1992  | Denver       | Kim So-hee                                               | Yan Li                                                   | Nobuko Yamada                                            |
| 1993  | Pékin        | Nathalie Lambert                                         | Chun Lee-kyung                                           | Zhang Yanmei                                             |
| 1994  | Guildford    | Nathalie Lambert                                         | Kim So-hee                                               | Kim Ryang-hee                                            |
| 1995  | Gjøvik       | Chun Lee-kyung                                           | Wang Chunlu                                              | Kim Yun-mi                                               |
| 1996  | La Haye      | Chun Lee-kyung                                           | Won Hye-Kyung                                            | Isabelle Charest                                         |
| 1997  | Nagano       | Chun Lee-kyung Yang Yang (A)                             | Non décernée                                             | Won Hye-Kyung                                            |
| 1998  | Vienne       | Yang Yang (A)                                            | Chun Lee-kyung Wang Chunlu                               | Non décernée                                             |
| 1999  | Sofia        | Yang Yang (A)                                            | Yang Yang (S)                                            | Kim Moon-jung                                            |
| 2000  | Sheffield    | Yang Yang (A)                                            | An Sang-mi                                               | Yang Yang (S)                                            |
| 2001  | Jeonju       | Yang Yang (A)                                            | Wang Chunlu                                              | Evgenia Radanova                                         |
| 2002  | Montréal     | Yang Yang (A)                                            | Ko Gi-hyun                                               | Evgenia Radanova                                         |
| 2003  | Varsovie     | Choi Eun-kyung                                           | Yang Yang (A)                                            | Kim Min-jee                                              |
| 2004  | Göteborg     | Choi Eun-kyung                                           | Wang Meng                                                | Byun Chun-sa                                             |
| 2005  | Pékin        | Jin Sun-yu                                               | Choi Eun-kyung                                           | Kang Yun-mi                                              |
| 2006  | Minneapolis  | Jin Sun-yu                                               | Wang Meng                                                | Kalyna Roberge                                           |
| 2007  | Milan        | Jin Sun-Yu                                               | Jung Eun-ju                                              | Kalyna Roberge                                           |
| 2008  | Gangneung    | Wang Meng                                                | Zhou Yang                                                | Yang Shin-young                                          |
| 2009  | Vienne       | Wang Meng                                                | Kim Min-jung                                             | Zhou Yang                                                |
| 2010  | Sofia        | Park Seung-hi                                            | Wang Meng                                                | Cho Ha-ri                                                |
| 2011  | Sheffield    | Cho Ha-ri                                                | Katherine Reutter                                        | Arianna Fontana                                          |
| 2012  | Shanghai     | Li Jianrou                                               | Valerie Maltais                                          | Arianna Fontana                                          |
| 2013  | Budapest     | Wang Meng                                                | Park Seung-hi                                            | Shim Suk-hee                                             |
| 2014  | Montréal     | Shim Suk-hee                                             | Park Seung-hi                                            | Valérie Maltais                                          |
| 2015  | Moscou       | Choi Min-jeong                                           | Arianna Fontana                                          | Shim Suk-hee                                             |
| 2016  | Séoul        | Choi Min-jeong                                           | Marianne St-Gelais                                       | Elise Christie                                           |
| 2017  | Rotterdam    | Elise Christie                                           | Marianne St-Gelais                                       | Shim Suk-hee                                             |
| 2018  | Montréal     | Choi Min-jeong                                           | Shim Suk-hee                                             | Li Jinyu                                                 |
| 2019  | Sofia        | Suzanne Schulting                                        | Choi Min-jeong                                           | Kim Boutin                                               |
| 2020  | Séoul        | Compétition annulée en raison de la pandémie de Covid-19 | Compétition annulée en raison de la pandémie de Covid-19 | Compétition annulée en raison de la pandémie de Covid-19 |
| 2021  | Dordrecht    | Suzanne Schulting                                        | Courtney Sarault                                         | Arianna Fontana                                          |
| 2022  | Montréal     | Choi Min-jeong                                           | Kim Boutin                                               | Xandra Velzeboer                                         |
| 2023  | Séoul        |                                                          |                                                          |                                                          |